# Bayside (Wisconsin)
Pour les articles homonymes, voir Bayside.
Bayside est un village des comtés de Milwaukee et d'Ozaukee, dans l'État du Wisconsin, aux États-Unis. En 2020, il comptait une population de 4 482 habitants.